# Streuobst, Kopfeichen und Quellen am Hetzleser Berg
Streuobst, Kopfeichen und Quellen am Hetzleser Berg este o arie protejată (arie specială de conservare — SAC, sit de importanță comunitară — SCI) din Germania întinsă pe o suprafață de 1.440,63 ha, integral pe uscat.

## Localizare
Centrul sitului Streuobst, Kopfeichen und Quellen am Hetzleser Berg este situat la coordonatele 49°38′53″N 11°08′26″E / 49.6481°N 11.1406°E.

## Înființare
Situl Streuobst, Kopfeichen und Quellen am Hetzleser Berg a fost declarat sit de importanță comunitară în noiembrie 2004 pentru a proteja 6 specii de animale. Situl a fost protejat și ca arie specială de conservare în aprilie 2016.

## Biodiversitate
Situată în ecoregiunea continentală, aria protejată conține 10 habitate naturale: Pajiști uscate seminaturale și facies de acoperire cu tufișuri pe substraturi calcaroase (Festuco-Brometalia) (* situri importante pentru orhidee), Pajiști uscate seminaturale și facies de acoperire cu tufișuri pe substraturi calcaroase (Festuco-Brometalia) (* situri importante pentru orhidee), Liziere de ierburi înalte hidrofile de câmpie și de nivel montan până la alpin, Fânețe de joasă altitudine (Alopecurus pratensis, Sanguisorba officinalis), Izvoare petrifiante cu formare de travertin (Cratoneurion), Mlaștini alcaline, Păduri de fag Asperulo-Fagetum, Păduri de stejar și carpen Galio-Carpinetum, Păduri pe pante, grohotișuri și ravene de Tilio-Acerion, Păduri aluvionare cu Alnus glutinosa și Fraxinus excelsior (Alno-Padion, Alnion incanae, Salicion albae).
La baza desemnării sitului se află mai multe specii protejate:
- amfibieni (1): izvoraș-cu-burta-galbenă (Bombina variegata)
- nevertebrate (5): Austropotamobius torrentium, Euplagia quadripunctaria, rădașcă (Lucanus cervus), Osmoderma eremita Complex, Vertigo angustior